# Eufrasio M. Spreafico
Eufrasio M. Spreafico (Pasturo, 27 dicembre 1887 – Napoli, 2 marzo 1957) è stato un religioso, padre barnabita ed agiografo italiano.

## Biografia
Eufrasio Spreafico nasce a Pasturo, luogo di manzoniana memoria, il 27 dicembre del 1887.
Sorretto da una precoce e salda vocazione, compie i suoi studi presso i Padri Barnabiti intraprendendo contemporaneamente il cammino per entrare nell’Ordine già dal 1905. Completati gli studi teologici tra Milano e Roma viene ordinato Presbitero nel 1912. I suoi studi proseguono frequentando la Facoltà di Lettere per la Storia Moderna a Pisa e un corso di perfezionamento in Paleografia a Firenze.
Comincia la sua carriera a Milano come insegnante agli studenti ginnasiali e ai teologi. Colpito nel 1913 da una grave polmonite ha le destinazioni successive influenzate dalle condizioni di salute; è prima a Livorno e dal 1922 a Napoli, al collegio San Giuseppe a Pontecorvo; l’effetto benefico del clima del golfo rendono definitiva una destinazione che doveva essere solo temporanea.
Negli anni successivi si spende in svariate attività con gradi di responsabilità sempre maggiori. Sarà infatti insegnante, predicatore, direttore spirituale, redattore di riviste, animatore dell’attività sociale della gioventù dell’Azione Cattolica, di insegnanti e laureati, scrittore con all’attivo una serie di pubblicazioni.
Nel 1930 viene chiamato a Roma dove resterà per 4 anni; in questo periodo, oltre a mantenere l’insegnamento (al Ginnasio e allo Studentato Teologico Internazionale), viene nominato Postulatore Generale delle cause dei Santi di competenza dell’Ordine Barnabitico, redattore e direttore della rivista ufficiale della Congregazione (carica che manterrà fino alla morte) e Segretario Generale delle Missioni dell’Ordine.
Dal 1934, al suo rientro a Napoli, riprende le attività lasciate alla sua partenza ricoprendo una dopo l’altra le cariche minori dell’Ordine finché, nel 1953, viene nominato Superiore della Casa di San Giuseppe a Pontecorvo.
La sua vita viene bruscamente interrotta per un incidente occorsogli sulla ferrovia Circumvesuviana mentre torna da Pompei, il 14 febbraio del 1957. Le conseguenze del trauma provocato dal treno lo porteranno a morte il 2 marzo successivo. Riposa nella Cappella dei Barnabiti del Cimitero del Pianto di Poggioreale, a Napoli.

## Agiografia
Parallelamente alla scuola e alla predicazione Padre Spreafico per tutta la vita utilizza e affina le sue competenze nel campo della ricerca d’archivio e bibliografica diventando un vero esperto nell'agiografia. In un campo in cui è facile scadere nel sovrannaturale e nel favolistico segue un metodo assolutamente scientifico, rispondente alle esigenze di quella sana critica moderna che vuole i fatti suffragati dalla testimonianza di una documentazione seria e rigorosa.
La vera attività agiografica viene svolta in funzione della causa di beatificazione; la causa di beatificazione è gestita da un postulatore che deve essere in grado di comprendere e produrre documenti biografici certi. Padre Spreafico verrà richiesto delle proprie competenze ora in una veste ora nell'altra, in alcuni casi ricoprendole entrambe.
L'attività di agiografo comincia nei primi anni 20 con la pubblicazione della vita di Padre Giacomo Viale, parroco di Bordighera. L'opera riceve critiche lusinghiere ed è utile nella causa di beatificazione del frate.
Il secondo lavoro agiografico di ampio respiro è la vita di Padre Luigi Maria Monti, fondatore della Congregazione dei Figli dell'Immacolata Concezione (Concezionisti). Assunto l'impegno per contratto nel 1927 ci lavora per un decennio, pubblicando l’opera nel 1940. La biografia viene accolta da lodi unanimi per la documentazione fittissima associata ad uno stile brillante in grado di catturare e mantenere la curiosità del lettore.
Proprio dai Padri Concezionisti Padre Spreafico, nel 1940, viene presentato al Prelato di Pompei Antonio Anastasio Rossi che sta cercando uno scrittore per affrontare la vita di Bartolo Longo. Padre Spreafico progetta un'opera in 3 volumi con un quarto riassuntivo e un'operetta di “pagine scelte”. Il lavoro sulle fonti, indispensabile precedente alla stesura di una biografia, appare in questo caso particolarmente complesso; infatti l’archivio, anche manoscritto, di Bartolo Longo è abbandonato a Pompei, nell'incuria e nel disordine. Padre Spreafico si butta nel progetto con tutta l'energia di cui dispone; negli anni, lavorando assiduamente, riesce a riordinare l'archivio riorganizzando e vagliando tutto il materiale presente, a produrre i documenti richiestigli da Roma per la causa di beatificazione ed anche a ridare lustro, nell'ambito del Santuario di Pompei, alla figura del proprio fondatore il cui ricordo stava scivolando nell’oblio.
Tra il 1944 e il 1947 vengono pubblicati i primi due volumi de Il Servo di Dio Bartolo Longo: La Preparazione (1841-1872) e Il Santuario e la nuova Pompei (1872-1887). In attesa del terzo volume i primi due vengono riconosciuti come l'opera migliore di Padre Spreafico.

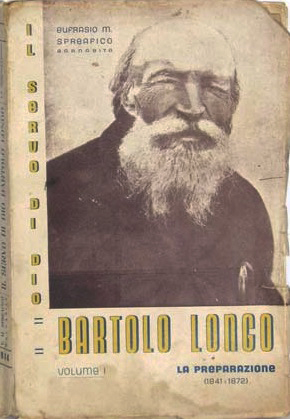

Nel 1950 vengono consegnati a Roma i documenti richiesti per la causa di beatificazione che verranno tutti inseriti nella Inquisitio; era già pronto il materiale per il completamento dell’opera, ma con la morte improvvisa del Padre la pubblicazione si interrompe. Nonostante l'incompiutezza dell'opera a stampa il lavoro ultradecennale a Pompei mantiene tra gli storici la sua importanza nel tempo; ancora nel 1982 Padre Spreafico viene ricordato come "il più attento e documentato biografo di Bartolo Longo" (G. Esposito, dagli Atti del Convegno Storico: Bartolo Longo e il suo tempo, 24-28 maggio 1982). Il suo lavoro accurato sulle fonti originali ha permesso di mettere in sicurezza del materiale che stava per andare perduto; la figura di Bartolo Longo e la storia del Santuario di Pompei hanno acquistato uno spessore storico stabile, attraverso documenti certi sui quali i ricercatori possono continuare a lavorare.

## Opere
- Pellegrini Francesco Carlo, Polese Francesco, Spreafico Eufrasio, Pietro Vigo (1856-1918): Enfation. 1921, Comitato per onorare la memoria di Pietro Vigo, Livorno.
- L'eucaristia e la società, Introduzione a: L'eucaristia nella vita e negli scritti di Giuseppe Toniolo, 1922, tipografia delle Mantellate, Roma (sono i discorsi eucaristici del professor Toniolo, che fu suo professore all'Università di Pisa).
- Vita del Padre Giacomo Viale (1830-1912) dei Frati Minori, parroco di Bordighera, prefazione di P. Giovanni Semeria, 1926, Ed. P. Federico e G. Ardia,  Napoli.
- Padre Luigi Maria Monti fondatore dei religiosi Concezionisti, 1940, Curia Generalizia dei religiosi Concezionisti, Roma.
- Il Servo di Dio P. Luigi M. Monti nella sua vita e nelle sue opere, con una prefazione di Antonio Anastasio Rossi, 1947, Scuola tipografica dell’orfanotrofio, Saronno.
- Perla di cielo: suor A. Goffreda Falchi delle figlie di S. Anna (1863-1921), 1942, Libreria ente religioso dei Padri Barnabiti, Roma.
- Il Servo di Dio Bartolo Longo: la preparazione (1841-1872), 1944, scuola tipografica pontificia per i figli dei carcerati, Pompei.
- Il Servo di Dio Bartolo Longo: il Santuario e la nuova Pompei (1872-1887), 1947, Scuola tipografica pontificia per i figli dei carcerati, Pompei.
- Madre Giovanna Maria di Gesù Eucaristia (Flora Bracaval) Superiora Generale delle Angeliche di S. Paolo, 1952, Scuola tipografica pontificia per i figli dei carcerati, Pompei.
- Cazzaniga Giovanni, Spreafico Eufrasio, Il più amante dei Padri: la partenità del Venerabile Luigi Monti, 2002, Congregazione dell’Immacolata Concezione, Roma (Cazzaniga G. è il postulatore della causa di beatificazione di Padre Monti).